# Xanthodes brunnescens
Xanthodes brunnescens is een vlinder uit de familie visstaartjes (Nolidae). De wetenschappelijke naam van deze soort is voor het eerst geldig gepubliceerd in 1968 door Pinhey.
De soort komt voor in tropisch Afrika.